# Ludwig Denecke
Ludwig Denecke, né le 26 février 1905 à Hamelin et mort le 12 septembre 1996 à Hann. Münden, est un érudit allemand et un bibliothécaire de manuscrits.

## Biographie
Denecke grandit à Hanovre. De 1914 à 1923, il étudie au lycée Frédéric d'Herford (de) dirigé par son père. Après avoir obtenu son diplôme d'études secondaires à Halle-sur-Saale, il étudie l'allemand, la philologie classique, l'histoire et l'archéologie à l'Université Frédéric de Halle. En 1923, il devient Fuchs avec Detlev Brüning (de) dans le corps Palaiomarchia (de) de son père. Après quatre semestres, il passe un an à l'Université de Fribourg-en-Brisgau, où il rejoint également le Corps Rhenania Freiburg (de) en 1925. Il passe les sept derniers semestres à l'Université prussienne de Greifswald. Pour le Corps Guestfalia Greifswald, il est second dans plus d'une centaine de mensurs.
Le 19 décembre 1929, Denecke obtient son doctorat en philosophie sous la direction de Wolfgang Stammler (de) sur le moyen haut allemand. Pour un semestre supplémentaire, il se rend à l'Université de Leipzig. En 1930, il y travaille au Dictionnaire de Grimm à l'Académie prussienne des sciences.
En 1932, Denecke devient membre du NSDAP. Après l'examen d'État pour le poste d'enseignant supérieur à Greifswald, il entre en 1933 comme bibliothécaire dans le service supérieur des bibliothèques scientifiques, d'abord à la bibliothèque universitaire, puis après avoir passé l'examen de spécialiste ("La Bibliothèque des Frères Grimm" ) au département des manuscrits de la Bibliothèque d'État de Prusse à Berlin. Il rejoint la Wehrmacht en 1940 en tant que Panzergrenadier, devient soldat dans la Waffen SS en 1942 et devient plus tard prisonnier de guerre. En 1948, il est libéré. À Meldorf, le refuge de la famille, Denecke exerce son métier de compagnon comme installateur de poêles. En 1949, il retourne au service de la bibliothèque, d'abord en tant que conseiller de bibliothèque à la bibliothèque d'État et universitaire de Basse-Saxe à Göttingen et en mai 1959 en tant que directeur de la bibliothèque Murhard et d'État (de) à Cassel. La Fondation allemande pour la recherche le charge de décrire leurs 4 500 manuscrits de livres. Le musée des frères-Grimm de Cassel (de), inauguré le 4 janvier 1960, lui est rattaché et Denecke, en tant que directeur, en fait un centre de recherche de renommée internationale.
Lorsqu'il s'installe à Hann. Münden après sa retraite en 1969, il commence une activité scientifique très active dans les domaines de la bibliothéconomie, de la philologie germanique ancienne, de l'étude des manuscrits, de l'histoire des étudiants et surtout de la recherche sur les frères Grimm. Il dirige l'association d'accueil et d'histoire Sydekum et est considéré comme "la conscience de la ville de Münden en matière de préservation du patrimoine".
De son premier mariage avec sa camarade d'université Lotte née Borchers sont nés deux fils et deux filles. En 1961, il reçoit la boucle du corps et en 1965 la bande de la Guestphalia Bonn und Greifswald zu Bonn. Le Corps Masovia lui décerne le quatrième ruban en 1960. En secondes noces, Denecke est marié depuis 1969 à Irmgard née Reisse. Avec sa deuxième épouse, il garde des liens vivants avec ses corps, sur les armes d'escrime des étudiants (de) desquels il a disputé 23 parties.

## Impact
Denecke a des mérites durables surtout pour la méthodologie de catalogage centralisé des manuscrits et des autographes et pour les recherches des frères Grimm,. Entre autres, il publie Die Nachlässe in den Bibliotheken der Bundesrepublik Deutschland und Bibliotheken im mittelalterlichen Fritzlar. Denecke est membre coopté du conseil consultatif scientifique de la Société de recherche historique des fraternités (de).

## Honneurs
- Prix de la culture de Hesse (de) (1985)[9],[10]
- Docteur honoris causa de l'université de Cassel (1985)[11],[12]
- Grand prix de l'Académie allemande de littérature pour l'enfance et la jeunesse e.V. Volkach (de) (1985)
- Médaille des frères-Grimm (de) de l'Académie des sciences de Göttingen (1985)
- Membre honoraire de la Société européenne des contes de fées (de) (28 septembre 1986)
- Ordre du drapeau yougoslave (de) avec couronne d'or
- Anneau d'honneur de la ville de Hann. Münden[13]

## Publications
- (Bearb. mit Irmgard Teitge): Die Bibliothek der Brüder Grimm. Annotiertes Verzeichnis des festgestellten Bestandes. Hrsg. von Friedhilde Krause (de). Böhlau, Weimar 1989.
- mit Karl Schulte Kemminghausen (de): Die Brüder Grimm. In Bildern ihrer Zeit. 2. Auflage, Röth, Kassel 1980.
- (Bearb.): Die Nachlässe in den Bibliotheken der Bundesrepublik Deutschland. Boldt, Boppard am Rhein 1969; völlig neu bearb. von Tilo Brandis (de), 2. Auflage, Boldt, Boppard am Rhein 1981.
- Jacob Grimm und sein Bruder Wilhelm. Metzler, Stuttgart 1971.